# Раймон Роже II де Комменж-Кузеран

Кузеран на карте Гаскони

Раймон Роже II де Комменж (Raymond Roger II de Comminges) (ум. 1392) — виконт Кузерана и ¼ части Брюникеля.
Сын (единственный ребёнок) Раймона Роже I де Комменжа (ум. между 21 января и 18 апреля 1359) и его второй жены Маты д’Арманьяк.
Раймон Роже I после смерти рано умершей дочери от первого брака унаследовал ¼ часть виконтства Брюникель, а незадолго до собственной смерти выкупил у Бертранды де Брюникель, сестры своей первой жены, её ¾ виконтства Брюникель за 19 тысяч золотых флорентийских флоринов с уплатой в рассрочку. Вскоре он умер, и опекуны Раймона Роже II устроили его женитьбу на 11-летней Изабелле Труссо (1348—1395) — дочери Бертранды де Брюникель (брачный контракт от 18 апреля 1358). В 1360 году Бертранда умерла, и её овдовевший муж Пьер Труссо по новому договору с зятем согласился снизить цену за виконтство Брюникель до 8500 флоринов.
По завещанию отца Раймон Роже II получил Кузейран полностью и ¼ часть Брюникеля, оставшиеся ¾ унаследовал Роже Роже де Комменж — сын от третьей жены.
В браке с Изабеллой Труссо у Раймона Роже II было двое сыновей и две дочери:
- Раймон Роже III (ум. 1425), по завещанию отца унаследовал виконтство Кузеран за исключением сеньорий Буссенак, Бальяр и Ривернер
- Арно Роже I (ум. 1439/40), получил те самые сеньории и ¼ часть Брюникеля. Его род сеньоров де Буссенак, виконтов четвёртой части Брюникеля по мужской линии пресёкся в 1736 году.
- Филиппа, третья жена Жана II д’Астарака
- Маргарита, жена Раймона де Коссада, сеньора де Коссад и де Пюикорне.